# Герои Советского Союза на почтовых марках СССР

Геро́и Сове́тского Сою́за на почто́вых ма́рках СССР — герои Советского Союза, изображённые на почтовых марках СССР, представляют собой львиную долю всех почтовых миниатюр на эту тематику. Условно их можно разделить на выпуски довоенных лет, периода Великой Отечественной войны и послевоенных лет, когда звание Героя Советского Союза присваивали не только лицам, отличившимся на войне, но и лётчикам-космонавтам СССР.

## Герои Советского Союза на почтовых марках
«Геро́и Сове́тского Сою́за на почто́вых ма́рках» — название одной из тем в филателии — тематического коллекционирования знаков почтовой оплаты и штемпелей, отражённая на почтовых марках, главным образом СССР, России и бывших союзных республик, которые посвящены Героям Советского Союза — довоенным, Великой Отечественной войны, освоения космического пространства.

## Довоенные выпуски
25 января 1935 года вышла серия почтовых марок СССР, посвящённых героям челюскинской эпопеи. Прозванная филателистами «челюскинской», она стала первой серией, которая увековечила подвиги Героев Советского Союза. Художник В. Завьялов изобразил на марках портреты первых Героев Советского Союза и эпизоды спасения полярников. Марка номиналом в 5 копеек посвящена первому Герою А. В. Ляпидевскому, первым долетевшему до лагеря полярников (на марке показана посадка его АНТ-4 на льдину) и вывезшему женщин и детей. На 10-копеечной марке изображён С. А. Леваневский и его неудачная посадка на торосы Колючинской губы. На марке номиналом в 15 копеек — портрет М. Т. Слепнёва и момент посадки тяжело больного начальника экспедиции О. Ю. Шмидта в самолёт. Лётчик перевёз его в Ном на Аляске для оказания медицинской помощи. Марка номиналом в 20 копеек изображает И. В. Доронина, сумевшего совершить посадку на одной лыже, не повредив самолёт. 25-копеечная миниатюра посвящена М. В. Водопьянову, сумевшему за два дня (12 и 13 апреля) выполнить три рейса на льдину. Момент завершающего полёта и запечатлён на марке. На марке достоинством в 30 копеек — портрет В. С. Молокова, который на своём самолёте Р-5 с бортовым номером «2» вывез со льдины 39 человек, и момент очередной посадки на ледовый аэродром. Предпоследняя марка в серии номиналом в 40 копеек демонстрирует портрет командира авиаотряда Н. П. Каманина и один из последних моментов челюскинской эпопеи, когда боцман Загорский с собаками идёт к воздушному судну Каманина.
В марте 1939 года в почтовом обращении появились три марки СССР с портретами первых женщин — Героев Советского Союза: П. Д. Осипенко, М. М. Расковой и В. С. Гризодубовой, составлявших отважный экипаж самолёта «Родина».

### Список коммеморативных (памятных) марок довоенных выпусков СССР
Порядок следования элементов в таблице соответствует номеру по каталогу марок СССР (ЦФА), в скобках приведены номера по каталогу «Михель».
| № по каталогу | Изображение | Описание и источники | Номинал                     | Дата выпуска        | Тираж     | Художник                                 |
| --- | ----------- | --- | --------------------------- | ------------------- | --------- | ---------------------------------------- |
| (ЦФА [АО «Марка»] № 487) (Mi #500) |             | Авиапочта. Серия «Спасение челюскинцев»: - Руководитель экспедиции О. Ю. Шмидт. | 0,03 руб.                   | 25 января 1935 года | 200 000   | Василий Завьялов                         |
| (ЦФА [АО «Марка»] № 488) (Mi #501) |             | Авиапочта. Серия «Спасение челюскинцев»: - Лётчик А. В. Ляпидевский. | 0,05 руб.                   | 25 января 1935 года | 200 000   | Василий Завьялов                         |
| (ЦФА [АО «Марка»] № 489) (Mi #502) |             | Авиапочта. Серия «Спасение челюскинцев»: - Лётчик С. А. Леваневский. | 0,10 руб.                   | 25 января 1935 года | 200 000   | Василий Завьялов                         |
| (ЦФА [АО «Марка»] № 490) (Mi #503) |             | Авиапочта. Серия «Спасение челюскинцев»: - Лётчик М. Т. Слепнёв. | 0,15 руб.                   | 25 января 1935 года | 150 000   | Василий Завьялов                         |
| (ЦФА [АО «Марка»] № 491) (Mi #504) |             | Авиапочта. Серия «Спасение челюскинцев»: - Лётчик И. В. Доронин. | 0,20 руб.                   | 25 января 1935 года | 200 000   | Василий Завьялов                         |
| (ЦФА [АО «Марка»] № 492) (Mi #505) |             | Авиапочта. Серия «Спасение челюскинцев»: - Лётчик М. В. Водопьянов. | 0,25 руб.                   | 25 января 1935 года | 50 000    | Василий Завьялов                         |
| (ЦФА [АО «Марка»] № 493) (Mi #506) |             | Авиапочта. Серия «Спасение челюскинцев»: - Лётчик В. С. Молоков. | 0,30 руб.                   | 25 января 1935 года | 50 000    | Василий Завьялов                         |
| (ЦФА [АО «Марка»] № 494) (Mi #507) |             | Авиапочта. Серия «Спасение челюскинцев»: - Лётчик Н. П. Каманин. | 0,40 руб.                   | 25 января 1935 года | 100 000   | Василий Завьялов                         |
| (ЦФА [АО «Марка»] № 514) (Mi #527) |             | Авиапочта. Серия «Спасение челюскинцев»: - Лётчик С. А. Леваневский с красной типографской надпечаткой текста: «Перелет Москва — Сан-Франциско через Сев. полюс 1935» и нового номинала. | надпечатка 1 руб. + 10 коп. | 3 августа 1935 года | 200 000   | Василий Завьялов                         |
| (ЦФА [АО «Марка»] № 595) (Mi #595w) |             | Серия «Первый беспосадочный перелёт Москва — США»: - Портреты участников перелёта — В. Чкалова, Г. Байдукова и А. Белякова и маршрут экспедиции, чёрно-синяя, красная.                   | 0,10 руб.                   | 10 апреля 1938 года | 2 900 000 | Василий Завьялов                         |
| (ЦФА [АО «Марка»] № 596) (Mi #596w) |             | Серия «Первый беспосадочный перелёт Москва — США»: - Портреты участников перелёта — В. Чкалова, Г. Байдукова и А. Белякова и маршрут экспедиции, чёрно-серая, красная.                   | 0,20 руб.                   | 10 апреля 1938 года | 1 900 000 | Василий Завьялов                         |
| (ЦФА [АО «Марка»] № 597) (Mi #597w) |             | Серия «Первый беспосадочный перелёт Москва — США»: - Портреты участников перелёта — В. Чкалова, Г. Байдукова и А. Белякова и маршрут экспедиции, тёмно-коричневая, красная.              | 0,40 руб.                   | 10 апреля 1938 года | 1 100 000 | Василий Завьялов                         |
| (ЦФА [АО «Марка»] № 598) (Mi #598w) |             | Серия «Первый беспосадочный перелёт Москва — США»: - Портреты участников перелёта — В. Чкалова, Г. Байдукова и А. Белякова и маршрут экспедиции, тёмно-лиловая, красная.                 | 0,50 руб.                   | 10 апреля 1938 года | 1 000 000 | Василий Завьялов                         |
| (ЦФА [АО «Марка»] № 599) (Mi #599) |             | Серия «Второй беспосадочный перелёт Москва — США через Северный полюс»: - Портреты участников перелёта — М. Громова, А. Юмашева и С. Данилина и маршрут экспедиции, коричнево-лиловая.   | 0,10 руб.                   | 13 апреля 1938 года | 2 800 000 | Василий Завьялов                         |
| (ЦФА [АО «Марка»] № 600) (Mi #600) |             | Серия «Второй беспосадочный перелёт Москва — США через Северный полюс»: - Портреты участников перелёта — М. Громова, А. Юмашева и С. Данилина и маршрут экспедиции, серо-чёрная.         | 0,20 руб.                   | 13 апреля 1938 года | 4 400 000 | Василий Завьялов                         |
| (ЦФА [АО «Марка»] № 601) (Mi #601) |             | Серия «Второй беспосадочный перелёт Москва — США через Северный полюс»: - Портреты участников перелёта — М. Громова, А. Юмашева и С. Данилина и маршрут экспедиции, фиолетовая.          | 0,50 руб.                   | 13 апреля 1938 года | 2 000 000 | Василий Завьялов                         |
| (ЦФА [АО «Марка»] № 604) (Mi #616) |             | Серия «Снятие со льдины советских полярников станции СП-1»: - Герои-полярники на борту парохода, оливковая.                                                                              | 0,30 руб.                   | 21 июня 1938 года   | 2 100 000 | Иван Дубасов                             |
| (ЦФА [АО «Марка»] № 605) (Mi #617) |             | Серия «Снятие со льдины советских полярников станции СП-1»: - Герои-полярники на борту парохода, синяя.                                                                                  | 0,50 руб.                   | 21 июня 1938 года   | 1 500 000 | Иван Дубасов                             |
| (ЦФА [АО «Марка»] № 660) (Mi #690) |             | Серия «Беспосадочный перелёт Москва — Дальний Восток»: - Пилот Осипенко П. Д.. | 0,15 руб.                   | март 1939 года      | 3 100 000 | Оформление коллектива художников Гознака |
| (ЦФА [АО «Марка»] № 661) (Mi #691) |             | Серия «Беспосадочный перелёт Москва — Дальний Восток»: - Штурман Раскова М. М.. | 0,30 руб.                   | март 1939 года      | 4 100 000 | Оформление коллектива художников Гознака |
| (ЦФА [АО «Марка»] № 662) (Mi #692) |             | Серия «Беспосадочный перелёт Москва — Дальний Восток»: - Командир корабля Гризодубова В. С..                                                                                             | 0,60 руб.                   | март 1939 года      | 3 100 000 | Оформление коллектива художников Гознака |
| (ЦФА [АО «Марка»] № 729) (Mi #741As) (ЦФА [АО «Марка»] № 729Р) (Mi #741Ar)                                                                              |             | Серия «Полярный дрейф ледокола „Георгий Седов“»: - Ледокол «И. Сталин», на портретах Герои Советского Союза И. Д. Папанин и М. П. Белоусов.                                              | 0,15 руб.                   | апрель 1940 года    | 1 000 000 | Сергей Поманский                         |
| (ЦФА [АО «Марка»] № 730) (Mi #742As) (ЦФА [АО «Марка»] № 730А) (Mi #742Cs) (ЦФА [АО «Марка»] № 730Р) (Mi #742Ar) (ЦФА [АО «Марка»] № 730АР) (Mi #742Cr) |             | Серия «Полярный дрейф ледокола „Георгий Седов“»: - Ледокол «Георгий Седов», на портретах: капитан К. С. Бадигин и старший механик (помполит) Д. Г. Трофимов.                             | 0,30 руб.                   | апрель 1940 года    | 1 000 000 | Сергей Поманский                         |
| (ЦФА [АО «Марка»] № 731) (Mi #743As) |             | Серия «Полярный дрейф ледокола „Георгий Седов“»: - Встреча К. С. Бадигина и И. Д. Папанина на борту ледокола.                                                                            | 0,50 руб.                   | апрель 1940 года    | 500 000   | Иван Дубасов                             |
| (ЦФА [АО «Марка»] № 732) (Mi #744Cs) |             | Серия «Полярный дрейф ледокола „Георгий Седов“»: - Портреты экипажа ледокола «Георгий Седов» на фоне карты.                                                                              | 1,00 руб.                   | апрель 1940 года    | 300 000   | Иван Дубасов                             |

## Выпуски военного времени
Во время Великой Отечественной войны были изданы три серии почтовых марок СССР под общим названием «Герои Советского Союза, павшие в Великой Отечественной войне 1941—1945 гг.». Первый выпуск, появившийся в ноябре 1942 года, содержал две марки одинакового рисунка, но разного цвета и номинала, посвящённые подвигу Зои Космодемьянской. На марках второго выпуска, вышедших в апреле 1944 года, снова изображена Зоя Космодемьянская и участники подпольной организации «Молодая гвардия», среди которых Ульяна Громова и Любовь Шевцова. Одна из марок третьего выпуска (октябрь 1944 года) посвящена снайперам Марии Поливановой и Наташе Ковшовой.

### Список коммеморативных (памятных) марок СССР военных лет
Порядок следования элементов в таблице соответствует номеру по каталогу марок СССР (ЦФА)
, в скобках приведены номера по каталогу «Михель».
| № по каталогу                      | Изображение | Описание и источники                                                                                    | Номинал           | Дата выпуска        | Тираж      | Художник       |
| ---------------------------------- | ----------- | --- | ----------------- | ------------------- | ---------- | -------------- |
| (ЦФА [АО «Марка»] № 823) (Mi #829) |             | Серия «Герои Советского Союза»: - В. В. Талалихин.                                                      | 0,20 руб.         | 28 ноября 1942 года | 3 000 000  | Виктор Бибиков |
| (ЦФА [АО «Марка»] № 824) (Mi #833) |             | Серия «Герои Советского Союза»: - Н. Ф. Гастелло.                                                       | 0,30 руб.         | 28 ноября 1942 года | 3 000 000  | Виктор Бибиков |
| (ЦФА [АО «Марка»] № 825) (Mi #832) |             | Серия «Герои Советского Союза»: - Л. М. Доватор.                                                        | 0,30 руб.         | 28 ноября 1942 года | 3 000 000  | Матвей Добров  |
| (ЦФА [АО «Марка»] № 826) (Mi #831) |             | Серия «Герои Советского Союза»: - А. П. Чекалин, серо-чёрная.                                           | 0,30 руб.         | 28 ноября 1942 года | 3 000 000  | Иван Дубасов   |
| (ЦФА [АО «Марка»] № 827) (Mi #830) |             | Серия «Герои Советского Союза»: - З. А. Космодемьянская, серо-коричневая.                               | 0,30 руб.         | 28 ноября 1942 года | 3 000 000  | Иван Дубасов   |
| (ЦФА [АО «Марка»] № 828) (Mi #834) |             | Серия «Герои Советского Союза»: - А. П. Чекалин, оливково-зелёная.                                      | 1,00 руб.         | 28 ноября 1942 года | 1 000 000  | Иван Дубасов   |
| (ЦФА [АО «Марка»] № 829) (Mi #835) |             | Серия «Герои Советского Союза»: - З. А. Космодемьянская, серо-зелёная.                                  | 2,00 руб.         | 28 ноября 1942 года | 1 000 000  | Иван Дубасов   |
| (ЦФА [АО «Марка»] № 844) (Mi #868) |             | Серия «Великая Отечественная война 1941—1945»: - Подвиг героев-панфиловцев.                             | 0,60 руб.         | 3 мая 1943 года     | 8 000 000  | Иван Дубасов   |
| (ЦФА [АО «Марка»] № 887) (Mi #864) |             | Серия «Герои Советского Союза»: - Члены организации «Молодая гвардия», синяя.                           | 0,30 руб.         | 6 апреля 1944 года  | 5 000 000  | Иван Дубасов   |
| (ЦФА [АО «Марка»] № 888) (Mi #860) |             | Серия «Герои Советского Союза»: - В. В. Талалихин, серо-зелёная.                                        | 0,30 руб.         | 6 апреля 1944 года  | 5 000 000  | Виктор Бибиков |
| (ЦФА [АО «Марка»] № 889) (Mi #863) |             | Серия «Герои Советского Союза»: - Н. Ф. Гастелло, синяя.                                                | 0,30 руб.         | 6 апреля 1944 года  | 5 000 000  | Виктор Бибиков |
| (ЦФА [АО «Марка»] № 890) (Mi #862) |             | Серия «Герои Советского Союза»: - А. П. Чекалин, ярко-зелёная.                                          | 0,30 руб.         | 6 апреля 1944 года  | 5 000 000  | Иван Дубасов   |
| (ЦФА [АО «Марка»] № 891) (Mi #861) |             | Серия «Герои Советского Союза»: - З. А. Космодемьянская, фиолетовая.                                    | 0,30 руб.         | 6 апреля 1944 года  | 5 000 000  | Иван Дубасов   |
| (ЦФА [АО «Марка»] № 892) (Mi #899) |             | Авиапочта: - В. В. Талалихин, надпечатка кирпично-красная                                               | 1,00 на 0,30 руб. | 30 апреля 1944 года | 2 000 000  | Виктор Бибиков |
| (ЦФА [АО «Марка»] № 893) (Mi #900) |             | Авиапочта: - Н. Ф. Гастелло, надпечатка красная                                                         | 1,00 на 0,30 руб. | 30 апреля 1944 года | 2 000 000  | Виктор Бибиков |
| (ЦФА [АО «Марка»] № 923) (Mi #922) |             | Серия «Герои Советского Союза»: - Гвардии сержант Х. Нурадилов (1924—1942).                             | 0,30 руб.         | июль 1944 года      | 5 000 000  | Иван Дубасов   |
| (ЦФА [АО «Марка»] № 924) (Mi #923) |             | Серия «Герои Советского Союза»: - Гвардии рядовой А. Матросов (1924—1943).                              | 0,60 руб.         | июль 1944 года      | 5 000 000  | Иван Дубасов   |
| (ЦФА [АО «Марка»] № 925) (Mi #924) |             | Серия «Герои Советского Союза»: - Ефрейтор Ф. Лузан (1921—1941).                                        | 0,60 руб.         | июль 1944 года      | 10 000 000 | Иван Дубасов   |
| (ЦФА [АО «Марка»] № 926) (Mi #931) |             | Серия «Герои Советского Союза»: - Подполковник Б. Сафонов (1915—1942).                                  | 0,60 руб.         | октябрь 1944 года   | 3 000 000  | Иван Дубасов   |
| (ЦФА [АО «Марка»] № 927) (Mi #930) |             | Серия «Герои Советского Союза»: - Снайперы М. Поливанова (1922—1942) и Н. Ковшова (1920—1942), зелёная. | 0,60 руб.         | октябрь 1944 года   | 3 000 000  | Иван Дубасов   |

## Послевоенные выпуски
В послевоенный период в Советском Союзе выходили как отдельные марки в честь героев, так и целые серии. На них были запечатлены некоторые довоенные Герои Советского Союза, удостоенные этого звания военные и политические деятели, участвовавшие в Великой Отечественной войне на фронтах или во главе советского правительства (Сталин), а начиная с 1961 года к их числу добавились герои-космонавты.

## Комментарии
1. 1 2  Ниже приведён перечень памятных художественных марок (с возможностью сортировки по номиналу, тиражу и дате введения в обращение).
2. ↑  Авиапочта. Серия «Спасение челюскинцев»: руководитель экспедиции О. Ю. Шмидт, карминовая. Фототипия на бумаге с водяным знаком «ковёр», перфорирована: линейная зубцовка 14 (на каждые 2 сантиметра края марки приходится 14 зубцов). В марочных листах 65 (5×13) марок[5][21][22].
3. ↑  Авиапочта. Серия «Спасение челюскинцев»: лётчик А. В. Ляпидевский, зелёная. Анатолий Ляпидевский первым обнаружил лагерь челюскинцев 5 марта 1934 года на самолёте АНТ-4 (бортовой № 1) совершил один рейс и вывез 12 человек. Фототипия на бумаге с водяным знаком «ковёр», перфорирована: линейная зубцовка 14 (на каждые 2 сантиметра края марки приходится 14 зубцов). В марочных листах 65 (13×5) марок[5][21][22].
4. ↑  Авиапочта. Серия «Спасение челюскинцев»: лётчик С. А. Леваневский, тёмно-коричневая. Сигизмунд Леваневский на самолёте «Флитстер» (17АF Fleetster, бортовой USSR-SL — СССР-Сигизмунд Леваневский) в лагерь Шмидта не долетел, потерпел аварию у мыса Онман, в 30 км от посёлка Ванкарем. Фототипия на бумаге с водяным знаком «ковёр», перфорирована: линейная зубцовка 14 (на каждые 2 сантиметра края марки приходится 14 зубцов). В марочных листах 65 (13×5) марок[5][21][22].
5. ↑  Авиапочта. Серия «Спасение челюскинцев»: лётчик М. Т. Слепнёв, серая. Маврикий Слепнёв в феврале 1934 года вместе с Г. А. Ушаковым и С. А. Леваневским был направлен в США с целью закупки самолётов для спасения челюскинцев. За один рейс вывез со льдины 5 человек. Позже (12 апреля 1934 года) по решению правительственной комиссии внеплановым рейсом эвакуировал тяжело больного руководителя экспедиции О. Ю. Шмидта на лечение в США (Аляска, город Ном). Фототипия на бумаге с водяным знаком «ковёр», перфорирована: линейная зубцовка 14 (на каждые 2 сантиметра края марки приходится 14 зубцов). В марочных листах 65 (13×5) марок[5][21][22].
6. ↑  Авиапочта. Серия «Спасение челюскинцев»: лётчик И. В. Доронин, лиловая. Иван Доронин на самолёте ПС-4 («четвёрка» присваивалась после сборки из сломанных машин ПС-3/Юнкерс W33 (нем. Junkers W 33) в Иркутских ремонтных мастерских «Добролёта»)/Юнкерс W33 (бортовой № Л-735) совершил один рейс и вывез 2 человека. Фототипия на бумаге с водяным знаком «ковёр», перфорирована: линейная зубцовка 14 (на каждые 2 сантиметра края марки приходится 14 зубцов). В марочных листах 65 (13×5) марок[5][21][22].
7. ↑  Авиапочта. Серия «Спасение челюскинцев»: лётчик М. В. Водопьянов, чёрно-синяя. Михаил Водопьянов в 1934 году добровольно, получив разрешение правительственной комиссии, добился отправки для участия в спасении челюскинцев. Вместе с В. Галышевым и И. Дорониным совершил перелёт из Хабаровска в Ванкарем на самолёте Р-5, без штурмана, без радиста, через горы и хребты по неимоверно тяжёлой трассе, протяжённостью около 6500 км. Из Анадыря трижды летал к терпящим бедствие и вывез 10 человек. Фототипия на бумаге с водяным знаком «ковёр», перфорирована: линейная зубцовка 14 (на каждые 2 сантиметра края марки приходится 14 зубцов). В марочных листах 65 (13×5) марок[5][21][22].
8. ↑  Авиапочта. Серия «Спасение челюскинцев»: лётчик В. С. Молоков, тёмно-зелёная. Василий Молоков («дядя Вася», как ласково называли его потерпевшие крушение челюскинцы) совершил 8 рейсов и эвакуировал со льдины больше всех — 39 человек. На своём двухместном самолёте Р-5 он умудрялся вывозить по 6 человек, приспособив для пассажиров подвешенные под плоскостями парашютные ящики. Внеплановым рейсом (11 апреля 1934 года) по решению правительственной комиссии эвакуировал тяжело заболевшего в последние дни пребывания на льдине руководителя экспедиции О. Ю. Шмидта со льдины в посёлок Ванкарем. Фототипия на бумаге с водяным знаком «ковёр», перфорирована: линейная зубцовка 14 (на каждые 2 сантиметра края марки приходится 14 зубцов). В марочных листах 65 (13×5) марок[5][21][22].
9. ↑  Авиапочта. Серия «Спасение челюскинцев»: лётчик Н. П. Каманин, фиолетовая. Группа самолётов под командованием Николая Каманина в сложных метеоусловиях совершила перелёт Олюторка — Ванкарем протяжённостью около 1500 км. По воспоминаниям Пивенштейна: «Перед последним, уже небольшим этапом перелёта Каманин при посадке подломил шасси своего самолёта. Используя права командира, он приказал Пивенштейну остаться и чинить его машину, а сам полетел дальше на самолёте Пивенштейна. Вряд ли когда-нибудь в жизни я получал более тяжёлое приказание»[24][25]. В девяти полётах на льдину на двухместном самолете Пивенштейна Р-5 Каманин из 104-х потерпевших крушение и дрейфовавших два месяца в ледовом лагере на льдине в условиях полярной зимы[26] вывез 34 полярника, приспособив для размещения пассажиров подвешенные под крыльями парашютные ящики. Фототипия на бумаге с водяным знаком «ковёр», перфорирована: линейная зубцовка 14 (на каждые 2 сантиметра края марки приходится 14 зубцов). В марочных листах 65 (13×5) марок[5][21][22].
10. ↑  Авиапочта. Серия «Спасение челюскинцев»: лётчик С. А. Леваневский, тёмно-коричневая. Красная типографская надпечатка текста: «Перелет Москва — Сан-Франциско через Сев. полюс 1935» и дополнительного номинала «1 р.» на марке  (ЦФА [АО «Марка»] № 489). Фототипия на бумаге с водяным знаком «ковёр», перфорирована: линейная зубцовка 14 (на каждые 2 сантиметра края марки приходится 14 зубцов). В марочных листах 65 (13×5) марок[5][27][28].
11. ↑  Серия «Первый беспосадочный перелёт Москва — США»: маршрут экспедиции, чёрно-синяя, красная. На марках портреты участников перелёта — В. Чкалова, Г. Байдукова и А. Белякова. Фототипия на плотной бумаге, без водяного знака, перфорирована: линейная зубцовка 12½ (на каждые 2 сантиметра края марки приходится 12½ зубцов). Разновидности:  (ЦФА [АО «Марка»] № 595А)  (Mi #595x) на простой бумаге и  (ЦФА [АО «Марка»] № 595А)  (Mi #595xW) с водяным знаком «1» на краю марочного листа. В марочных листах 72 (8×9) марок[7][29][30].
12. ↑  Суммарный тираж всех разновидностей марок  (ЦФА [АО «Марка»] № 595)  (Mi #595w)  (ЦФА [АО «Марка»] № 595А)  (Mi #595x) и  (ЦФА [АО «Марка»] № 595А)  (Mi #595xW)[7][29][30].
13. ↑  Серия «Первый беспосадочный перелёт Москва — США»: маршрут экспедиции, чёрно-серая, красная. На марках портреты участников перелёта — В. Чкалова, Г. Байдукова и А. Белякова. Фототипия на плотной бумаге, без водяного знака, перфорирована: линейная зубцовка 12½ (на каждые 2 сантиметра края марки приходится 12½ зубцов). В марочных листах 72 (8×9) марок[7][29][30].
14. ↑  Серия «Первый беспосадочный перелёт Москва — США»: маршрут экспедиции, тёмно-коричневая, красная. На марках портреты участников перелёта — В. Чкалова, Г. Байдукова и А. Белякова. Фототипия на плотной бумаге, без водяного знака, перфорирована: линейная зубцовка 12½ (на каждые 2 сантиметра края марки приходится 12½ зубцов). В марочных листах 72 (8×9) марок[7][29][30].
15. ↑  Серия «Первый беспосадочный перелёт Москва — США»: маршрут экспедиции, тёмно-лиловая, красная. На марках портреты участников перелёта — В. Чкалова, Г. Байдукова и А. Белякова. Фототипия на плотной бумаге, без водяного знака, перфорирована: линейная зубцовка 12½ (на каждые 2 сантиметра края марки приходится 12½ зубцов). В марочных листах 72 (8×9) марок[7][29][30].
16. ↑  Серия «Второй беспосадочный перелёт Москва — США через Северный полюс»: маршрут экспедиции, коричнево-лиловая. На марках портреты участников перелёта — М. Громова, А. Юмашева и С. Данилина. Фототипия на плотной бумаге, без водяного знака, перфорирована: линейная зубцовка 12½ (на каждые 2 сантиметра края марки приходится 12½ зубцов). Первый тираж (тип I) был напечатан со звездой на тёмном фоне  (Mi #599I) (разновидность с плохо различимой звездой), все остальные марки отпечатаны с хорошо различимой звездой на светлом фоне — тип II  (Mi #599II). В марочных листах 65 (13×5) марок[7][29][31].
17. ↑  Серия «Второй беспосадочный перелёт Москва — США через Северный полюс»: маршрут экспедиции, серо-чёрная. На марках портреты участников перелёта — М. Громова, А. Юмашева и С. Данилина. Фототипия на плотной бумаге, без водяного знака, перфорирована: линейная зубцовка 12½ (на каждые 2 сантиметра края марки приходится 12½ зубцов). Первый тираж (тип I) был напечатан со звездой на тёмном фоне  (Mi #599I) (разновидность с плохо различимой звездой), все остальные марки отпечатаны с хорошо различимой звездой на светлом фоне — тип II  (Mi #599II). В марочных листах 65 (13×5) марок[7][29][31].
18. ↑  Серия «Второй беспосадочный перелёт Москва — США через Северный полюс»: маршрут экспедиции, фиолетовая. На марках портреты участников перелёта — М. Громова, А. Юмашева и С. Данилина. Фототипия на плотной бумаге, без водяного знака, перфорирована: линейная зубцовка 12½ (на каждые 2 сантиметра края марки приходится 12½ зубцов). Первый тираж (тип I) был напечатан со звездой на тёмном фоне  (Mi #599I) (разновидность с плохо различимой звездой), все остальные марки отпечатаны с хорошо различимой звездой на светлом фоне — тип II  (Mi #599II). В марочных листах 65 (13×5) марок[7][29][31].
19. ↑  Серия «Снятие со льдины советских полярников станции СП-1»: герои-полярники на борту парохода, оливковая. Глубокая печать на бумаге, без водяного знака, перфорирована: линейная зубцовка 12½ (на каждые 2 сантиметра края марки приходится 12½ зубцов). В марочных листах 100 (10×10) марок[7][32][33].
20. ↑  Серия «Снятие со льдины советских полярников станции СП-1»: герои-полярники на борту парохода, синяя. Глубокая печать на бумаге, без водяного знака, перфорирована: линейная зубцовка 12½ (на каждые 2 сантиметра края марки приходится 12½ зубцов). В марочных листах 100 (10×10) марок[7][32][33].
21. ↑  Серия «Беспосадочный перелёт Москва — Дальний Восток» 24—25 сентября 1938 года: пилот Осипенко П. Д., зелёная. Фототипия, перфорирована: линейная зубцовка 12½ (на каждые 2 сантиметра края марки приходится 12½ зубцов). Разновидность  (ЦФА [АО «Марка»] № 660А) — без зубцов. В марочных листах по 100 (10×10) экземпляров[9][34][35].
22. ↑  Серия «Беспосадочный перелёт Москва — Дальний Восток» 24—25 сентября 1938 года: штурман Раскова М. М., коричнево-лиловая. Фототипия, перфорирована: линейная зубцовка 12½ (на каждые 2 сантиметра края марки приходится 12½ зубцов). Разновидность  (ЦФА [АО «Марка»] № 661А) — без зубцов. В марочных листах по 100 (10×10) экземпляров[9][34][35].
23. ↑  Серия «Беспосадочный перелёт Москва — Дальний Восток» 24—25 сентября 1938 года: командир корабля Гризодубова В. С., кирпично-красная. Фототипия, перфорирована: линейная зубцовка 12½ (на каждые 2 сантиметра края марки приходится 12½ зубцов). Разновидность  (ЦФА [АО «Марка»] № 662А) — без зубцов. В марочных листах по 100 (10×10) экземпляров[9][34][35].
24. ↑  Серия «Полярный дрейф ледокола „Георгий Седов“»: ледокол «И. Сталин», на портретах Герои Советского Союза начальник Главсевморпути И. Д. Папанин и капитан ледокола «И. Сталин» М. П. Белоусов, зелёная, растр ВР  (Mi #741As). Глубокая печать на бумаге, без водяного знака, перфорирована: комбинированная гребенчатая зубцовка 12:12½ (на каждые 2 сантиметра края марки приходится 12:12½ зубцов). Разновидность  (ЦФА [АО «Марка»] № 729Р)  (Mi #741Ar) с горизонтальным растром (ГР). В марочных листах по 100 (10×10) экземпляров[11][36][37].
25. ↑  Суммарный тираж всех разновидностей марок  (ЦФА [АО «Марка»] № 729)  (Mi #741As);  (ЦФА [АО «Марка»] № 729Р)  (Mi #741Ar)[11][36][37].
26. ↑  Серия «Полярный дрейф ледокола „Георгий Седов“»: ледокол «Георгий Седов», портреты капитана К. С. Бадигина и старшего механика (помполита) Д. Г. Трофимова, серо-фиолетовая, растр ВР  (Mi #742As). Глубокая печать на бумаге, без водяного знака, перфорирована: комбинированная гребенчатая зубцовка 12:12½ (на каждые 2 сантиметра края марки приходится 12:12½ зубцов). Разновидности:  (ЦФА [АО «Марка»] № 730Р)  (Mi #742Ar) с горизонтальным растром (ГР);  (ЦФА [АО «Марка»] № 730А)  (Mi #742Cs) — с линейной зубцовкой 12½ и вертикальным растром (ГР) и  (ЦФА [АО «Марка»] № 730АР)  (Mi #742Cr) — с линейной зубцовкой 12½ и горизонтальным растром (ГР). В марочных листах по 100 (10×10) экземпляров[11][36][37].
27. ↑  Суммарный тираж всех разновидностей марок  (ЦФА [АО «Марка»] № 730)  (Mi #742As);  (ЦФА [АО «Марка»] № 730Р)  (Mi #742Ar);  (ЦФА [АО «Марка»] № 730А)  (Mi #742Cs) и  (ЦФА [АО «Марка»] № 730АР)  (Mi #742Cr)[11][36][37].
28. ↑  Серия «Полярный дрейф ледокола „Георгий Седов“»: встреча К. С. Бадигина и И. Д. Папанина на борту ледокола, красно-коричневая. Глубокая печать на бумаге, без водяного знака, перфорирована: комбинированная гребенчатая зубцовка 12:12½ (на каждые 2 сантиметра края марки приходится 12:12½ зубцов). В марочных листах по 100 (10×10) экземпляров[11][36][37].
29. ↑  Серия «Полярный дрейф ледокола „Георгий Седов“»: портреты экипажа ледокола «Георгий Седов» на фоне карты, тёмно-синяя. Глубокая печать на бумаге, без водяного знака, перфорирована: линейная зубцовка 12½ (на каждые 2 сантиметра края марки приходится 12½ зубцов). В марочных листах по 100 (10×10) экземпляров[11][36][37].
30. ↑  Серия «Герои Советского Союза»: В. В. Талалихин, серо-синяя. Фототипия, перфорирована: линейная зубцовка 12½ (на каждые 2 сантиметра края марки приходится 12½ зубцов). В марочных листах по 100 (10×10) марок[39][47][48].
31. ↑  Серия «Герои Советского Союза»: Н. Ф. Гастелло, серо-синяя. Фототипия, перфорирована: линейная зубцовка 12½ (на каждые 2 сантиметра края марки приходится 12½ зубцов). В марочных листах по 100 (10×10) марок[39][47][48].
32. ↑  Серия «Герои Советского Союза»: Л. М. Доватор, серая. Фототипия, перфорирована: линейная зубцовка 12½ (на каждые 2 сантиметра края марки приходится 12½ зубцов). В марочных листах по 100 (10×10) марок[39][47][48].
33. ↑  Серия «Герои Советского Союза»: А. П. Чекалин, серо-чёрная. Фототипия, перфорирована: линейная зубцовка 12½ (на каждые 2 сантиметра края марки приходится 12½ зубцов). В марочных листах по 100 (10×10) марок[39][47][48].
34. ↑  Серия «Герои Советского Союза»: З. А. Космодемьянская, серо-коричневая. Фототипия, перфорирована: линейная зубцовка 12½ (на каждые 2 сантиметра края марки приходится 12½ зубцов). В марочных листах по 100 (10×10) марок[39][47][48].
35. ↑  Серия «Герои Советского Союза»: А. П. Чекалин, оливково-зелёная. Фототипия, перфорирована: линейная зубцовка 12½ (на каждые 2 сантиметра края марки приходится 12½ зубцов). В марочных листах по 100 (10×10) марок[39][47][48].
36. ↑  Серия «Герои Советского Союза»: З. А. Космодемьянская, серо-зелёная. Фототипия, перфорирована: линейная зубцовка 12½ (на каждые 2 сантиметра края марки приходится 12½ зубцов). В марочных листах по 100 (10×10) марок[39][47][48].
37. ↑  Продолжение, начало (первые 7 марок серии) см. 30 ноября 1942 года. Продолжение серии 1 апреля
1945 года.
38. ↑  Серия «Великая Отечественная война 1941—1945»: подвиг героев-панфиловцев, (3.V.43) — сине-зелёная. Глубокая печать, перфорирована: линейная зубцовка 12½ (на каждые 2 сантиметра края марки приходится 12½ зубцов). В марочных листах по 100 (10×10) марок[39][40][49].
39. 1 2 3 4 5  Серия повторяет рисунок марок  (ЦФА [АО «Марка»] № 823—829). Продолжение, начало серии 1942 год.
40. ↑  Серия «Герои Советского Союза»: члены организации «Молодая гвардия», синяя. Глубокая печать, перфорирована: линейная зубцовка 12½ (на каждые 2 сантиметра края марки приходится 12½ зубцов). В марочных листах 100 (10×10) марок[41][51][52].
41. ↑  Серия «Герои Советского Союза»: В. В. Талалихин, серо-зелёная  (Mi #860I). Повторяет рисунок марки  (ЦФА [АО «Марка»] № 823)  (Mi #829). Глубокая печать, перфорирована: линейная зубцовка 12½ (на каждые 2 сантиметра края марки приходится 12½ зубцов). Разновидность  (ЦФА [АО «Марка»] № 888-I)  (Mi #860II) — тип II. В марочных листах 100 (10×10) марок[41][51][52].
42. ↑  В каталоге «Михель» дата начала эмиссии — апрель 1943 года[52].
43. ↑  Суммарный тираж марок  (ЦФА [АО «Марка»] № 888)  (Mi #860I) и  (ЦФА [АО «Марка»] № 888-I)  (Mi #860II)[41][51][52].
44. ↑  Серия «Герои Советского Союза»: Н. Ф. Гастелло, синяя. Повторяет рисунок марки  (ЦФА [АО «Марка»] № 824)  (Mi #833). Глубокая печать, перфорирована: линейная зубцовка 12½ (на каждые 2 сантиметра края марки приходится 12½ зубцов). В марочных листах 100 (10×10) марок[41][51][52].
45. ↑  В каталоге «Михель» дата начала эмиссии — апрель 1943 года[52].
46. ↑  Серия «Герои Советского Союза»: А. П. Чекалин, ярко-зелёная. Повторяет рисунок марки  (ЦФА [АО «Марка»] № 826)  (Mi #831). Глубокая печать, перфорирована: линейная зубцовка 12½ (на каждые 2 сантиметра края марки приходится 12½ зубцов). В марочных листах 100 (10×10) марок[41][51][52].
47. ↑  В каталоге «Михель» дата начала эмиссии — апрель 1943 года[52].
48. ↑  Серия «Герои Советского Союза»: З. А. Космодемьянская, фиолетовая. Внимание: краска линяет в воде! Повторяет рисунок марки  (ЦФА [АО «Марка»] № 827)  (Mi #830). Глубокая печать, перфорирована: линейная зубцовка 12½ (на каждые 2 сантиметра края марки приходится 12½ зубцов). В марочных листах 100 (10×10) марок[41][51][52].
49. ↑  В каталоге «Михель» дата начала эмиссии — апрель 1943 года[52].
50. ↑  Авиапочта. В. В. Талалихин, надпечатка кирпично-красная. Рисунок повторяет дизайн марки[en] (ЦФА [АО «Марка»] № 888) выпуска 1944 года. Кирпично-красная литографская надпечатка текста: «АВИАПОЧТА 1944 г. 1 рубль». Глубокая печать, перфорирована: линейная зубцовка 12½ (на каждые 2 сантиметра края марки приходится 12½ зубцов). В марочных листах по 100 (10×10) марок[41][53][54].
51. ↑  Авиапочта. Н. Ф. Гастелло, надпечатка красная. Рисунок повторяет дизайн марки  (ЦФА [АО «Марка»] № 889) выпуска 1944 года. Красная литографская надпечатка текста: «АВИАПОЧТА 1944 г. 1 рубль». Глубокая печать, перфорирована: линейная зубцовка 12½ (на каждые 2 сантиметра края марки приходится 12½ зубцов). В марочных листах по 100 (10×10) марок[41][53][54].
52. 1 2 3 4 5  Продолжение, начало серии 1942 год  (ЦФА [АО «Марка»] № 823—829) и 6 апреля 1944 года  (ЦФА [АО «Марка»] № 887—891).
53. ↑  Серия «Герои Советского Союза»: гвардии сержант Х. Нурадилов, серо-зелёная. Внимание: краска линяет в воде! Глубокая печать, перфорирована: линейная зубцовка 12½ (на каждые 2 сантиметра края марки приходится 12½ зубцов). В марочных листах 100 (10×10) марок[41][55][56].
54. ↑  Серия «Герои Советского Союза»: гвардии рядовой А. Матросов (1924—1943), серо-синяя. Внимание: краска линяет в воде! Глубокая печать, перфорирована: линейная зубцовка 12½ (на каждые 2 сантиметра края марки приходится 12½ зубцов). В марочных листах 100 (10×10) марок[41][55][56].
55. ↑  Серия «Герои Советского Союза»: ефрейтор Ф. Лузан (1921—1941), синяя. Внимание: краска линяет в воде! Глубокая печать, перфорирована: линейная зубцовка 12½ (на каждые 2 сантиметра края марки приходится 12½ зубцов). В марочных листах 100 (10×10) марок[41][55][56].
56. ↑  Серия «Герои Советского Союза»: подполковник Б. Сафонов (1915—1942), серо-зелёная. Внимание: краска линяет в воде! Глубокая печать, перфорирована: линейная зубцовка 12½ (на каждые 2 сантиметра края марки приходится 12½ зубцов). В марочных листах 100 (10×10) марок[41][55][57].
57. ↑  Серия «Герои Советского Союза»: снайперы М. Поливанова (1922—1942) и Н. Ковшова (1920—1942), зелёная. Внимание: краска линяет в воде! Глубокая печать, перфорирована: линейная зубцовка 12½ (на каждые 2 сантиметра края марки приходится 12½ зубцов). В марочных листах 100 (10×10) марок[41][55][57].